# Слонецький Борис Іванович
Бори́с Іва́нович Слоне́цький (5 травня 1965) — український науковець, доктор медичних наук (2000), професор (2005), академік Академії наук вищої освіти України.

## Життєпис
Народився в місті Дунаївці Хмельницької області. У 1982 році закінчив Чемеровецьку середню школу в Хмельницькій області і того ж року вступив до Київського медичного інституту.
У 1988 році закінчив Київський медичний інститут імені О. О. Богомольця за спеціальністю «лікар-лікувальник».
У 1988—1989 роках — лікар-інтерн Чемеровецької центральної районної лікарні Хмельницької області; у 1989—1991 роках — лікар-хірург цієї ж лікарні.
З 1991 по 1994 роки — аспірант кафедри загальної хірургії Чернівецького державного медичного інституту. У 1994—1996 роках — асистент кафедри загальної хірургії Чернівецького державного медичного інституту. Протягом 1996—1999 років — докторант кафедри швидкої та невідкладної медичної допомоги Київської медичної академії післядипломної освіти імені П. Л. Шупика. У 1999 році — асистент кафедри загальної хірургії Буковинської державної медичної академії. З 1999 по 2001 роки — асистент кафедри медицини невідкладних станів Київської медичної академії післядипломної освіти імені П. Л. Шупика.
У 2001—2003 роках — доцент кафедри медицини невідкладних станів Київської медичної академії післядипломної освіти імені П. Л. Шупика.
З 2003 по теперішній час — професор кафедри Національної медичної академії післядипломної освіти імені П. Л. Шупика.

## Наукова діяльність
У 1995 році захистив кандидатську дисертацію за спеціальністю «Хірургія» на тему «Шляхи оптимізації регенераторного процесу в анастомозах тонкої кишки в умовах перитоніту» на засіданні спеціалізованої вченої ради Українського державного медичного університету імені О. О. Богомольця МОЗ України (диплом кандидата медичних наук КН № 007799 від 16.03.1995).
У 2000 році захистив докторську дисертацію за спеціальністю «Хірургія» на тему «Особливості лікування перфоративної виразки дванадцятипалої кишки в залежності від періоду протікання захворювання» на засіданні спеціалізованої вченої ради Київської медичної академії післядипломної освіти ім П. Л. Шупика МОЗ України (диплом доктора медичних наук ДД № 001414 від 27.06.2000).
Під науковим керівництвом Б. І. Слонецького захищено 12 кандидатських дисертацій, у тому числі 2 — іноземцями. Ним підготовлено 27 клінічних ординаторів, у тому числі 18 іноземців.
Б. І. Слонецький є автором 310 наукових праць, 74 патентів України на винахід, 6 методичних рекомендацій та співавтор 12 підручників та наукових посібників, 2 монографій.
Є членом спеціалізованих вчених рад при Національній медичній академії післядипломної освіти імені П. Л. Шупика.

## Нагороди і почесні звання
- Заслужений лікар України (18.08.2009)[1]
- Відмінник освіти України (27.02.2015).